# Renard III de Toul
Ne doit pas être confondu avec Renard III de Dampierre-en-Astenois, comte de Dampierre en Astenois au début du XIIIe siècle.
Renard III de Toul ou Renard III de Dampierre-en-Astenois, également nommé Reynald, Raynald, Rainard ou Renaud († après 1117), est comte de Toul à la fin du XIe siècle et au début du XIIe siècle. Il est le fils de Frédéric II de Dampierre-en-Astenois, comte de Toul.

## Biographie
Il est le fils aîné de Frédéric II de Dampierre-en-Astenois, comte de Toul et d'Astenois. À la mort de ce dernier, il hérite du comté de Toul alors que son frère cadet, Pierre, hérite du comté de Dampierre-en-Astenois.
Il participe à la première croisade avec son frère Pierre, comte de Dampierre-en-Astenois, et sont tous deux parmi les compagnons de Godefroy de Bouillon, dont ils seraient parents. Renard et son frère Pierre faisaient partie des seigneurs de second rang de l'armée croisée. Ils aident Baudouin de Boulogne à prendre Édesse et à créer le comté d'Édesse. Ils reviennent ensuite dans l'armée croisée où Renard se distingue lors du siège d'Antioche, alors que son frère, découragé et à bout de ressource, décide de retourner en Europe.
Renard participe ensuite à la prise de Jérusalem et au siège d'Ascalon avant de rentrer en Europe.
À sa mort, il a comme successeur son frère Frédéric, mais il est possible que son autre frère, Pierre, comte de Dampierre-en-Astenois, ait également été comte de Toul pendant quelques années.

## Mariage et enfants
Il épouse Adèle, fille de Gérard Ier, comte de Vaudémont, puis / ou Adèle de Fouvent, fille de Humbert II le Brun, seigneur de Fouvent, dont il a au moins une fille :
- une fille, dont le prénom est inconnu, qui épouse Foulques de Choiseul, d'où postérité.